# Verticale du Grand Serre
La verticale du Grand Serre est une compétition de kilomètre vertical disputée à Cholonge en France. Elle a été créée en 2010.

## Histoire
La verticale du Grand Serre est créée en 2010 par le club Dauphiné Ski Alpinisme. Alors que les épreuves de kilomètre vertical sont encore rares en France, les organisateurs imaginent un tracé où il est possible de voir les concurrents sur la quasi-totalité du parcours. Ils choisissent les pentes herbeuses du Grand Serre et y tracent un parcours rectiligne long de seulement 1 811 m faisant de l'épreuve le kilomètre vertical le plus raide au monde. Les premiers vainqueurs sont le grimpeur Serge Garnier et la skieuse-alpiniste Valentine Fabre,.
En 2013, des chutes de neige sur le Grand Serre contraignent les organisateurs à reporter la manifestation en septembre, organisée habituellement fin mai. À cette occasion, un parcours permanent est inauguré. En septembre 2015, Kilian Jornet donne ses premières « lettres de noblesse » à ce KV en réalisant 30 min 25 s lors de sa venue[réf. souhaitée].
L'épreuve rejoint le calendrier du Vertical Kilometer World Circuit lors de la saison inaugurale en 2017.
En 2018, la Française Axelle Mollaret bat le record du monde féminin de la discipline en 34 min 36 s. Elle améliore son record l'année suivante en l'abaissant à 34 min 1 s.
La course est annulée en 2020 en raison de la pandémie de Covid-19.

## Parcours
Le départ est donné à proximité du village de Cholonge. Il suit un tracé rectiligne jusqu'au sommet du Grand Serre. Il mesure 1,811 km pour exactement 1 000 m de dénivelé.
Jusqu'en 2015, c'est le kilomètre vertical le plus raide au monde, date à laquelle il est détrôné par le This Is Vertical Race à Valgoglio long de seulement 1,800 km.

## Vainqueurs
| Édition | Date | Hommes                                              | Hommes                                              | Hommes                                              | Femmes                                              | Femmes                                              | Femmes                                              |
| ------- | ---- | --------------------------------------------------- | --------------------------------------------------- | --------------------------------------------------- | --------------------------------------------------- | --------------------------------------------------- | --------------------------------------------------- |
|         |      | Rang                                                | Athlète                                             | Temps                                               | Rang                                                | Athlète                                             | Temps                                               |
| 1re     | 2010 | 1er                                                 | Serge Garnier                                       | 35 min 29 s                                         | 30e                                                 | Valentine Fabre                                     | 48 min 37 s                                         |
| 2e      | 2011 | 1er                                                 | Serge Garnier                                       | 35 min 2 s                                          | 46e                                                 | Blandine du Crest                                   | 52 min 0 s                                          |
| 3e      | 2012 | 1er                                                 | Mathéo Jacquemoud                                   | 33 min 24 s                                         | 19e                                                 | Corinne Favre                                       | 44 min 15 s                                         |
| 4e      | 2013 | 1er                                                 | Xavier Gachet                                       | 33 min 36 s                                         | 10e                                                 | Christel Dewalle                                    | 38 min 45 s                                         |
| 5e      | 2014 | 1er                                                 | Xavier Gachet                                       | 32 min 3 s                                          | 12e                                                 | Axelle Mollaret                                     | 37 min 87 s                                         |
| 6e      | 2015 | 1er                                                 | Kílian Jornet                                       | 30 min 25 s                                         | 15e                                                 | Axelle Mollaret                                     | 35 min 54 s                                         |
| 7e      | 2016 | 1er                                                 | Rémi Bonnet                                         | 31 min 21 s                                         | 20e                                                 | Christel Dewalle                                    | 35 min 51 s                                         |
| 8e      | 2017 | 1er                                                 | Xavier Gachet                                       | 30 min 55 s                                         | 17e                                                 | Christel Dewalle                                    | 34 min 58 s                                         |
| 9e      | 2018 | 1er                                                 | Rémi Bonnet                                         | 30 min 13 s                                         | 15e                                                 | Axelle Mollaret                                     | 34 min 36 s                                         |
| 10e     | 2019 | 1er                                                 | Xavier Gachet                                       | 32 min 15 s                                         | 16e                                                 | Axelle Gachet-Mollaret                              | 34 min 1 s                                          |
| -       | 2020 | Course annulée en raison de la pandémie de Covid-19 | Course annulée en raison de la pandémie de Covid-19 | Course annulée en raison de la pandémie de Covid-19 | Course annulée en raison de la pandémie de Covid-19 | Course annulée en raison de la pandémie de Covid-19 | Course annulée en raison de la pandémie de Covid-19 |
| 11e     | 2021 | 1er                                                 | Thibault Anselmet                                   | 32 min 0 s                                          | 15e                                                 | Christel Dewalle                                    | 36 min 8 s                                          |
| 12e     | 2022 | 1er                                                 | Matteo Eydallin                                     | 31 min 24 s                                         | 15e                                                 | Christel Dewalle                                    | 34 min 55 s                                         |
| 13e     | 2023 | 1er                                                 | Xavier Gachet                                       | 32 min 1 s                                          | 14e                                                 | Christel Dewalle                                    | 35 min 0 s                                          |
| 14e     | 2024 | 1er                                                 | Xavier Gachet                                       | 32 min 22 s                                         | 8e                                                  | Axelle Mollaret                                     | 34 min 30 s                                         |

 Record de l'épreuve